# Pico El Capitán
El Capitán (en inglés: Agathla Peak; en navajo: Aghaałą) es un pico de origen volcánico de Estados Unidos localizado al sur del Valle de los Monumentos, en Arizona, de 2163 m s. n. m. de altitud y una prominencia de más 438 m. Se encuentra a 11 km al norte de Kayenta y es visible desde la U.S. Route 163. En nombre Agathla, en inglés, deriva del nombre navajo aghaałą, que significa 'mucha lana', al parecer por la piel de antílopes y ciervos que se acumulan en la roca. La montaña es considerada sagrada por los navajos.
El Capitán es un cuello volcánico erosionado que consiste en una brecha volcánica cortada por diques de un tipo de roca ígnea inusual llamado lamprófido. Es uno de los muchas diatremas volcánicas que se encuentran en el  condado de Navajo, en el noreste de Arizona y el noroeste de Nuevo México. El pico El Capitán y Shiprock en Nuevo México son los más destacados. Estas rocas son parte del campo volcánico de Navajo, en la meseta sur de Colorado. Las edades de estos lamprófidos y rocas ígneas asociadas aún más inusuales es de alrededor de 25 millones de años.